# 丹麥的伊莉莎白 (1485-1555)
丹麥的伊莉莎白（德語：Elisabeth af Danmark，1485年6月24日—1555年6月10日），布蘭登堡選侯夫人，丹麥國王漢斯的女兒。

## 家庭
1502年，伊莉莎白與布蘭登堡選侯約阿希姆一世結婚，兩人共有2子3女：
1. 約阿希姆（1505年—1571年）
2. 安娜（1507年—1567年）
3. 伊莉莎白（1510年—1558年）
4. 瑪格麗塔（英语：Margaret of Brandenburg, Duchess of Pomerania）（1511年—1577年）
5. 約翰（英语：John, Margrave of Brandenburg-Küstrin）（1513年—1571年）